# Безодня (пісня)
«Безодня»  — дуетна пісня  української співачки Тіни Кароль і групи Бумбокс випущена 4 квітня 2019 року. Композиція увійшла до альбому "Таємний код. Рубікон"  та "Найти своих". 

## Опис
"Безодня" - це перший творчий тандем Тіни Кароль і групи Бумбокс 
Тіна Кароль і група Бумбокс представили пісню в режимі онлайн на сторіночці групи в facebook.

Прем'єра пісні Безодня у виконанні Тіни Кароль і групи Бумбокс відбулася 4 квітня 2019 року. У пісні повідана історія любові пари, яка не може здолати відстань один між одним, нехай навіть емпіричне. Воно здається для кожного безоднею.
"Тіна Кароль змогла надати пісні саме те тембральне і емоційне забарвлення, яке я представляв, коли писав її. Тіна відразу погодилася на дует, наша співпраця була невимушена легеням. Одна репетиція, одна сесія у будинку звукозапису. Місяць студійної роботи з аранжуванням, мастеринг в Сполучених Штатах і робота готова", - говорить Андрій Хливнюк
Тіни Кароль, яка уперше співає в дуеті, про колаборацію сказала так:
"Композиція "Безодня" - це історія зрілої любові, історія в якій зустрілися дві людини, і музика дає їм відповіді на усі питання. Ця пісня близька мені по сенсу, по духу, я з вдячністю прийняла запрошення Андрія Хливнюка заспівати в дуеті. У нас вийшло створити хорошу оду про вічну - про любов", - говорить Тіна Кароль
До речі, дует Твані Кароль з групою Бумбокс став повною несподіванкою для фанатів

## Відеокліп
Прем'єра кліпу на ліричну композицію про романтичну прихильність і залежність відбулася 4 квітня 2019 року. Відеокліп вийшов на офіційному YouTube каналі групи.

Станіслав Гуренко став режисером відеороботи. Він також зізнався, що на змінальному майданчику панувало повне взаєморозуміння між співачкою та колективом.
"Потрібно віддати належне витримці й професіоналізму гурту, Андрію й Тіни, кожен з них відчував пісню й точно знав, що потрібно робити на майданчику, без моїх режисерських підказок. Той самий момент, коли всі були на одній хвилі", – додав режисер.
У кліпі Андрій Хливнюк з Бумбокс постав у звичному образі — одягнений у кежуал, на голові шапочка. Тіна також не відходила від улюбленого драматичного аутфита — червону сукню на тоненьких бретельках і помаду в тон йому доповнили голлівудські локони. 

## Live виконання
5 квітня 2019 року на офіційному YouTube каналі Тіни Кароль, вийшов live виступ в дуеті з групою "Бумбокс".
12 квітня Тіна Кароль на шоу "Вечір прем'єр" з Катериною Осадчою, представила перше концертне виконання дуетної пісні "Безодня" з Андрієм Хливнюком і групою "Бумбокс"
21 квітня Тіна Кароль спільно з групою Бумбокс, виконали пісню "Безодня" у фіналі шоу Голос країни 9 

## Список композицій
| Цифрове завантаження, стримінг | Цифрове завантаження, стримінг | Цифрове завантаження, стримінг | Цифрове завантаження, стримінг | Цифрове завантаження, стримінг |
| #                              | Назва                          | Автор слів                     | Автор музики                   | Тривалість                     |
| ------------------------------ | ------------------------------ | ------------------------------ | ------------------------------ | ------------------------------ |
| 1.                             | «Безодня»                      | Андрій Хливнюк                 | Андрій Хливнюк, Олег Аджикаєв  | 4:21                           |